# Ligaforbundet
 For alternative betydninger, se Divisionsforeningen. (Se også artikler, som begynder med Divisionsforeningen)
Ligaforbundet (tidligere Kvindedivisionsforeningen eller KDF) er dansk sportsorganisation for fodboldklubberne i de øverste tre rækker i Danmarksturneringen i kvindefodbold – Elitedivisionen, Kvinde 1. division og Kvinde-Danmarksserien. Kvindedivisionsforeningen har til formål at fremme fodbold i Danmarksturneringen og at formidle et fast samarbejde klubberne imellem.